# Cartola
Angenor de Oliveira, más conocido como Cartola (Río de Janeiro, 11 de octubre de 1908 - Río de Janeiro, 30 de noviembre de 1980), fue un cantante, compositor y guitarrista brasileño.
Considerado por diversos músicos y críticos como el mayor sambista de la historia de la música brasileña, Cartola nació en el barrio de Catete, en Río de Janeiro, pero pasó su infancia en el barrio de Laranjeiras. Se interesó por la música y por el samba siendo un niño y aprendió con su padre a tocar cavaquinho y guitarra. Dificultades financieras obligaron a la numerosa familia a mudarse a Morro da Mangueira, donde entonces comenzaba a despuntar una incipiente favela.
En la Mangueira conoció a Carlos Cachaça, seis años mayor, con quien hizo amistad. Juntos y en compañía de otros jóvenes, se iniciaron en el mundo de la bohemia, la delincuencia y del samba.
Con 15 años, luego de la muerte de su madre, abandonó los estudios, habiendo terminado apenas la primaria. Consiguió empleo de ayudante de obra, y comenzó a usar un sombrero hongo para protegerse de los desechos que caían. Por usar ese sombrero, le fue adjudicado por sus colegas el apodo de "Cartola".
Junto con un grupo de amigos sambistas del morro, Cartola creó el Bloco dos Arengueiros, cuyo núcleo en 1928 fundó la Estação Primeira de Mangueira. Compuso también el primer samba para la escuela de samba, "Chega de memanda". Los sambas de Cartola se popularizaron en la década de 1930, en voces ilustres como Araci de Almeida, Carmen Miranda, Francisco Alves, Mário Reis y Silvio Caldas.
Pero en el inicio de la década siguiente, Cartola desapareció de la escena musical carioca y llegó a ser dado como muerto. Poco se sabe sobre aquel período, además de haberse enemistado con sus amigos de la Mangueira, contraído una grave enfermedad – se cree fuera meningitis – y haber quedado abatido con la muerte de Deolinda, la mujer con quien vivía.

Cartola en 1970.

Cartola solo fue redescubierto en 1956 por el periodista Sérgio Porto (más conocido como Stanislaw Ponte Preta), trabajando como limpiador de automóviles en Ipanema. Gracias a Porto, Cartola volvió a cantar, llevándolo a programas de radio y haciéndolo componer nuevas sambas para grabar. A partir de ahí, el compositor es redescubierto por una nueva generación de intérpretes.
En 1964, el sambista y su nueva esposa, Dona Zica, abrieron un restaurante en la rua da Carioca, el Zicartola, que promovía encuentros de samba y buena comida, reuniendo a la juventud de la zona sur carioca y los sambistas del morro. El Zicartola cerró sus puertas algún tiempo después, y el compositor continuó con su empleo público y componiendo sus sambas.
En 1974, a los 66 años, Cartola grabó el primero de sus cuatro discos solista, y su carrera tomó impulso nuevamente con clásicos como "As Rosas Não Falam", "O Mundo é um Moinho", "Acontece", "O Sol Nascerá" (con Elton Medeiros), "Quem Me Vê Sorrindo" (con Carlos Cachaça), "Cordas de Aço", "Alvorada" y "Alegría". Hacia el final de la década de 1970, se mudó de la mangueira a una casa en Jacarepaguá, donde residió hasta el día de su muerte en 1980.

## Biografía

### Del Catete a la Mangueira
Angenor de Oliveira nació el 11 de octubre de 1908 en la ciudad de Río de Janeiro. Era el primogénito de los ocho hijos del matrimonio entre Sebastião Joaquim de Oliveira y Aída Gomes de Oliveira. A pesar de haber recibido el nombre de Agenor, fue registrado como Angenor – hecho que solo vendría a descubrir muchos años más tarde, con los papeles para su casamiento con Doña Zica en la década de 1960. Para no tener que gestionar el cambio de nombre, a partir de entonces pasó a firmar oficialmente con el nombre de Angenor de Oliveira.

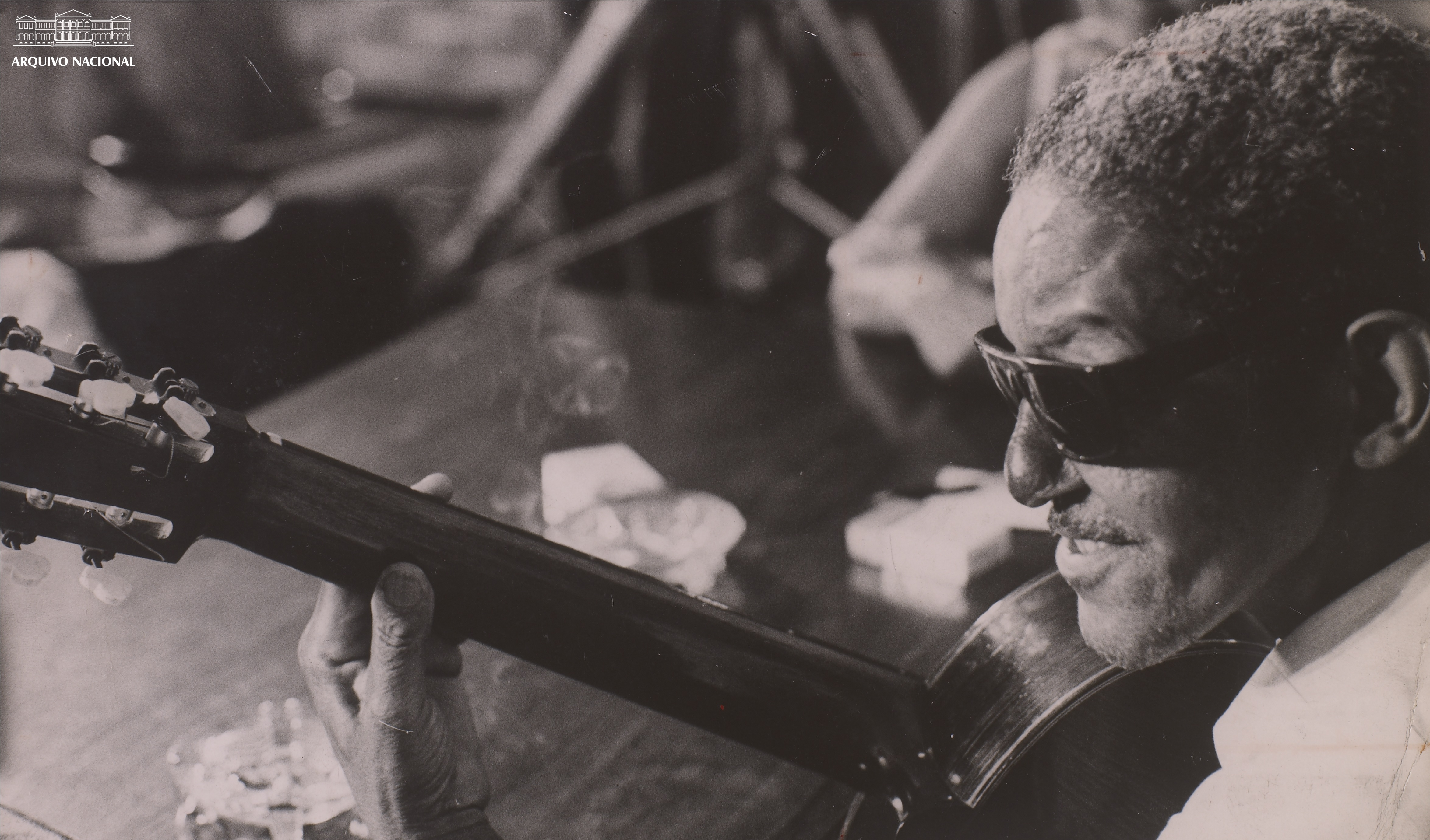
Cartola en 1966.

Nació en el barrio carioca do Catete, donde también pasó parte de su infancia. Cuando tenía ocho años, su familia se mudó a las Laranjeiras, donde se volvió seguidor del Fluminense,por entonces equipo del barrio. En las Laranjeiras, entró en contacto com los ranchos carnavalescos União da Aliança y Arrepiados – en este último tocaba cavaquinho (instrumento musical que le había sido dado por su padre cuando tenía 8 o 9 años de edad) y en los desfiles del Dia de Reis, donde sus hermanas salían en grupos de "pastorinhas". Estaba tan entusiasmado por los Arrepiados que al participar más tarde de la fundación de la escuela de samba Estação Primeira de Mangueira, sugirió que los colores de aquel rancho – el verde y el rosa – fuesen los mismos del naciente gremio, que sería un símbolo de los más reverenciados en el mundo del samba. Carlos Cachaça dijo más tarde que había existido en el Morro da Mangueira un antiguo rancho llamado Caçadores da Floresta, cuyos colores eran exactamente el verde y el rosa.
En 1919, movidos por dificultades financieras, los Oliveira se mudaron al Morro da Mangueira, en ese entonces una pequeña y recién nacida favela con menos de cincuenta casas. Allí, el joven Cartola haría amistad con otro morador de la mangueira, Carlos Cachaça, seis años mayor que él, y que se convertiría, además de su amigo para toda la vida, en su compañero en decenas de sambas.
Cuando tenía 15 años, abandonó los estudios (había terminado apenas el cuarto año primario) para trabajar, al mismo tiempo en que se inclinaba para hacia la bohemia. En la adolescencia, trabajó como aprendiz de tipógrafo, pero luego se transformó en obrero. Fue mientras trabajaba en las obras de construcción que ganaría el apodo con que sería reconocido como uno de los grandes de la música popular brasileña. Para que el cemento no le cayese sobre el cabello, resolvió comenzar a usar un sombrero hongo, que los colegas decían parecerse más a una cartolinha, y así comenzó a ser llamado "Cartola".
Su madre murió cuando tenía 17 años. Poco después, tras conflictos con su padre, quien no aceptaba su vida bohemia, fue expulsado de su casa. Llevó por algún tiempo una vida ociosa, bebiendo y frecuentando zonas de prostitución, contrayendo enfermedades venéreas, deambulando por las noches y durmiendo en trenes de día. Esos hábitos lo llevaron a adelgazar, enfermo y mal alimentado, en la cama de un pequeño barraco. Una vecina llamada Deolinda – mujer robusta y bondadosa, siete años mayor, casada y con una hija de dos años – le dedicó sus cuidados y terminó por enamorarse de Cartola. Con solo 18 años, Cartola decide convivir con Deolinda, quien deja a su marido, llevando consigo a su hija, la que el compositor criaría como suya.

### El surgimiento del sambista
La barraca compartida por Cartola y Deolinda era habitada por más personas, todos mantenidos por la dueña de casa, que lavaba y cocinaba. Bajo su techo, Noel Rosa se hospedó algunas veces en busca de un refugio tranquilo. Cartola ejercía la actividad de obrero esporádicamente, prefiriendo ejercer el oficio de compositor y guitarrista en los bares y tiendas locales. Al poco tiempo ya era reconocido como uno de los mayores creadores del morro, al lado de su gran amigo Carlos Cachaça y Gradim.
Con estos y otros compositores Cartola integraba una pandilla, formando en 1925 el Bloco dos Arengueiros para participar en el carnaval. Este bloco sería el embrión de la Estação Primeira de Mangueira. La ampliación y fusión del bloque con otros existentes en el morro generó el 28 de abril de 1925 la segunda escuela de samba carioca y una de las más tradicionales de la historia del carnaval de la ciudad de Río de Janeiro. Cartola fue uno de los siete fundadores (también asumió la función de director de armonía de la escuela, donde permaneció hasta fines de la década de 1930) de Estação Primeira, llamada así porque contando a partir de la Central do Brasil, el morro de Mangueira quedaba en la primera estación de tren de un lugar en que había samba. Cartola compuso "Chega de demanda", el primer samba escogido para el desfile y que solo sería grabado por el compositor en 1974, para el disco "História das Escolas de Samba: Mangueira".
Al inicio de la década de 1930, Cartola se volvió conocido fuera de la Mangueira, cuando fue buscado por Mário Reis, a través de un mensajero llamado Clóvis Miguelão, para que subiera al morro a comprar música. El sambista vendió los derechos de la grabación del samba "Que infeliz sorte", que terminó por ser lanzado por Francisco Alves, porque la canción no se adaptaba a la voz de Mário Reis. Firmaba por ese entonces como Agenor de Oliveira. Vendió otros sambas a Francisco Alves, el mayor ídolo de la música brasileña en la época, cediendo solo los derechos sobre la venta de discos. En este negocio – que sirvió para proyectarlo entre los sambistas en la ciudad –, Cartola conservaba el derecho autoral y no se asociaba con nadie.

## Influencia en la música popular
Entre varios otros artistas, recibieron su influencia Elis Regina, Ney Matogrosso, Paulinho da Viola, Beth Carvalho, Leny Andrade, Cazuza, Márcia, Alcione, Creusa, Nelson Sargento, Carlos Drummond de Andrade, Marisa Monte, Gal Costa, Zeca Pagodinho, Nelson Gonçalves, Chico Buarque, Emilio Santiago y Caetano Veloso.

## Obra

### Discografía

#### Oficiales
- 1974 – Cartola
- 1976 – Cartola
- 1977 – Verde que te quero rosa
- 1978 – Cartola 70 anos
- 1982 – Cartola - ao vivo
- 1982 – Cartola - documento inédito

#### Canciones clásicas[9]
- "Que infeliz sorte!" (1931, canción lanzada por Francisco Alves).
- "Divina dama" - del álbum História da música popular brasileira (RCA, 1970).
- "Quem me vê sorrindo", con Carlos Cachaça – del álbum Cartola.
- "O sol nascerá", con Elton Medeiros – del álbum Cartola.
- "Alvorada", con Carlos Cachaça y Herminio Bello de Carvalho - del álbum Cartola.
- "Tive sim" - del álbum Cartola.
- "O mundo é um moinho" - del álbum Cartola.
- "Peito vazio", con Elton Medeiros – del álbum Cartola.
- "As rosas não falam" - del álbum Cartola.
- "Cordas de aço" - del álbum Cartola.
- "Autonomía" - del álbum Verde que te quero rosa.
- "Tempos idos", con Carlos Cachaça – del álbum Verde que te quero rosa.

#### Participaciones
- 1942 – Native Brazilian Music – Leopold Stokowski
- 1967 – A enluarada Elizeth – Elizeth Cardoso (participación en "Seleção de sambas da mangueira")
- 1968 – Fala mangueira! – Odete Amaral, Cartola, Clementina de Jesús, Nelson Cavaquinho y Carlos Cachaça
- 1970 – História da música popular brasileira – Cartola y Nelson Cavaquinho
- 1974 – História das escolas de samba: Mangueira – Varios artistas
- 1975 – MPB – 100 ao vivo – Varios artistas
- 1980 – E vamos à luta – Alcíone (participa en "Eu sei", de su autoría)
- 1993 – No Tom da mangueira – Tom Jobim y Velha Guarda da Mangueira (incluye su grabación de "Não quero mais amar a ninguém")

#### No oficiales
- 1977 – Cartola – disco que forma parte de la colección Nova história da música popular brasileira y viene acompañado de un fascículo, fotos y las letras de las canciones. Ilustración de Elifas Andreato,.
- 1980 – Adeus, mestre Cartola
- 1982 – Cartola – história da MPB
- 1999 – O sol nascerá
- 2001 – A música brasileira deste século por seus autores e intérpretes

#### Homenajes y tributos
- 1984 – Cartola, entre amigos" – Varios artistas
- 1987 – Cartola – 80 anos – Leny Andrade
- 1988 – Cartola – bate outra vez... – Varios artistas
- 1995 – Claudia Telles interpreta Nelson Cavaquinho e Cartola – Claudia Telles
- 1998 – Sambas de Cartola – Grupo Arranco
- 1998 – Só Cartola – Élton Medeiros y Nelson Sargento
- 1998 – Cartola – 90 anos – Élton Medeiros y Márcia
- 2002 – Cartola – Ney Matogrosso
- 2003 – Beth Carvalho canta Cartola – Beth Carvalho
- 2008 – Viva Cartola! 100 anos – Varios artistas

### DVD
- 2007 – MPB especial 1974

### Filmografía
- 1958 – Orfeo negro (participación especial)
- 1963 – Ganga zumba
- 1968 – Os marginais (participación especial)
- 2006 – Cartola – música para os olhos (película biográfica)

### Libros
- Cartola: os tempos idos, de Arthur L. de Oliveira Filho y Marília Trindade Barbosa da Silva, Río de Janeiro: Gryphus, 2003.
- Cartola: semente de amor sei que sou, desde nascença, de Arley Pereira; prefácio de Elton Medeiros. 2ª ed. revisada y ampliada - São Paulo: Edições SESC SP Archivado el 20 de marzo de 2009 en Wayback Machine., 2008.